# El Cayacal
El Cayacal är en ort i Mexiko.   Den ligger i kommunen Petatlán och delstaten Guerrero, i den södra delen av landet, 300 km sydväst om huvudstaden Mexico City. El Cayacal ligger 16 meter över havet och antalet invånare är 249.
Terrängen runt El Cayacal är huvudsakligen kuperad, men åt sydost är den platt. Havet är nära El Cayacal åt sydväst.  Närmaste större samhälle är Petatlán, 20,0 km nordväst om El Cayacal. 